# Escola de Aperfeiçoamento de Sargentos das Armas
A Escola de Aperfeiçoamento de Sargentos das Armas (EASA), “A Casa do Adjunto”, é um estabelecimento de Ensino Militar Bélico, subordinado à Diretoria de Educação Técnica Militar, que tem a missão singular de aperfeiçoar Sargentos das Armas e habilitar Adjuntos de Comando do Exército Brasileiro, sediado em Cruz Alta (RS). Sua fundação ocorreu em 10 de julho de 1992, com o nome Centro de Instrução de Aperfeiçoamento de Sargentos - Sul.
A EASA, embora exista há apenas três décadas, tem relevância nacional no aperfeiçoamento de sargentos do Exército Brasileiro e de nações estrangeiras. Desde sua criação, graduaram-se pela EASA mais de quinze mil sargentos, do Brasil e de outros países, como Argentina e Angola. Desde 2003, porta a insígnia da Ordem do Mérito Militar, concedida pelo presidente Luiz Inácio Lula da Silva.
Em 2011, após convênio com a Universidade de Cruz Alta (UNICRUZ), foi instalado um centro de equoterapia na EASA, que atende pessoas com necessidades especiais, e conta com profissionais voluntários de ambas as instituições. O convênio foi encerrado em dezembro de 2017.